# 매그놀리아 베이커리

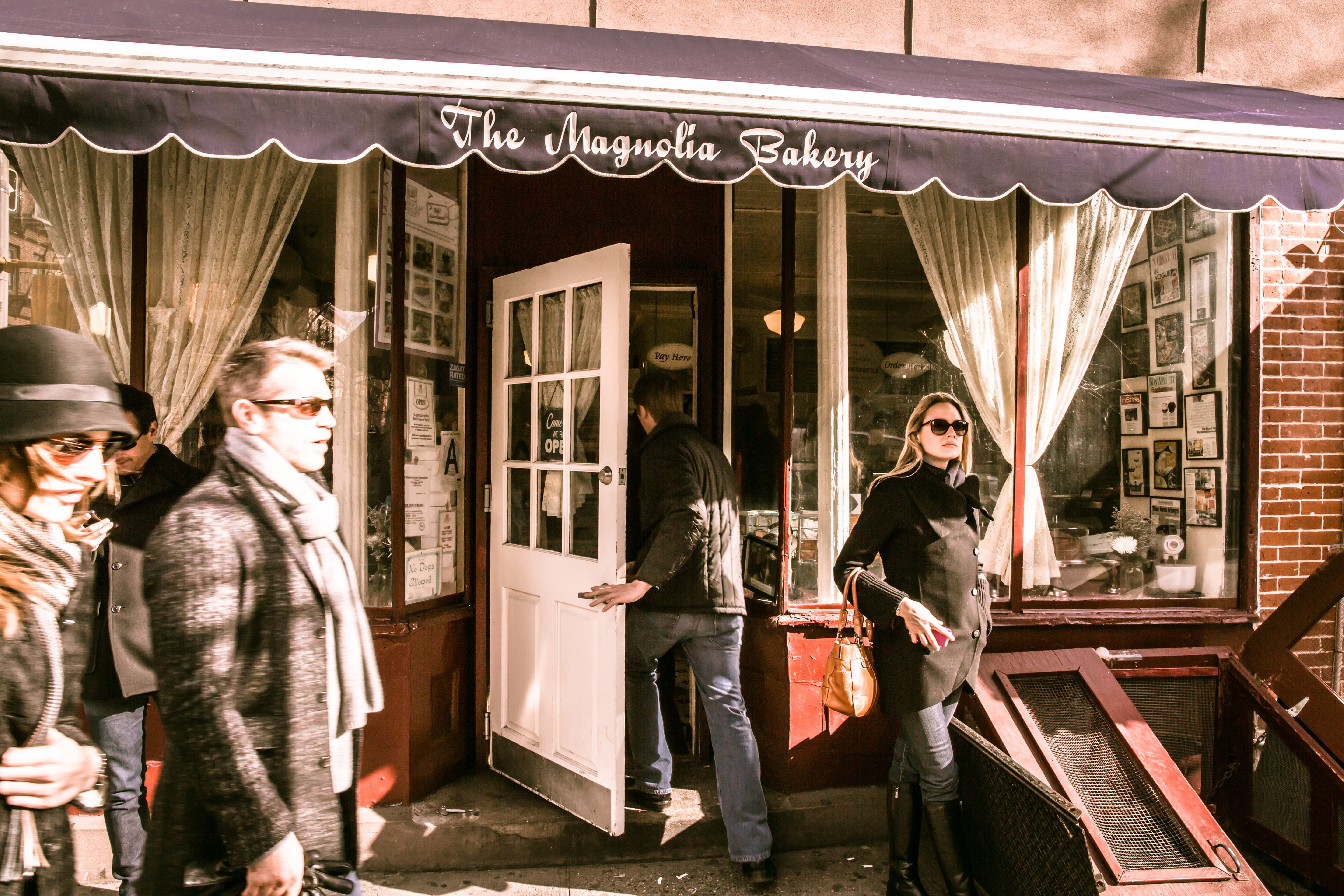
뉴욕 401 블리커 가의 매그놀리아 베이커리

매그놀리아 베이커리(Magnolia Bakery)는 뉴욕의 베이커리 체인이다. 1996년 제니퍼 애플과 앨리사 토리에 의해 401 블리커 가와 웨스트빌리지의 웨스트 11번가에 개점하였다. 드라마 《섹스 앤 더 시티》에 등장하면서 더욱 유명했다.